# Les Enfants de Néant
Les Enfants de Néant est un documentaire français réalisé par Michel Brault en 1968. 

## Synopsis
Le film raconte l'histoire d'un paysan breton vivant à Néant-sur-Yvel (Morbihan) obligé d'abandonner sa terre pour aller travailler dans l'usine Citroën près de Rennes. Brault décrit le contexte socio-culturel de la Bretagne en 1968 et des changements inévitables nés des innovations techniques.

## Fiche technique
- Réalisation : Michel Brault
- Montage : Annie Tresgot
- Musique : Luc Perini
- Production : Michel Brault
- Société de production : Piranha-Films
- Durée : 45 minutes
- Format : Noir et blanc - 35 mm

## Distribution
- Avec la participation de Joseph Le Borgne et sa famille, les habitants de Néant-sur-Yvel et de Maxent